# Nerax belfragei
Nerax belfragei là một loài ruồi trong họ Asilidae. Nerax belfragei được Hine miêu tả năm 1919. Loài này phân bố ở vùng Tân Bắc giới.